# Impatiens purpureo-violacea
Impatiens purpureo-violacea är en balsaminväxtart som beskrevs av Ernest Friedrich Gilg. Impatiens purpureo-violacea ingår i släktet balsaminer, och familjen balsaminväxter. Inga underarter finns listade i Catalogue of Life.